# Полоскова
Полосково — деревня в Качугском районе Иркутской области России. Входит в состав Манзурского муниципального образования. Находится примерно в 50 км к югу от районного центра.

## Население
По данным Всероссийской переписи, в 2010 году в деревне проживали 122 человека (56 мужчин и 66 женщин).